# Prudencia Ayala

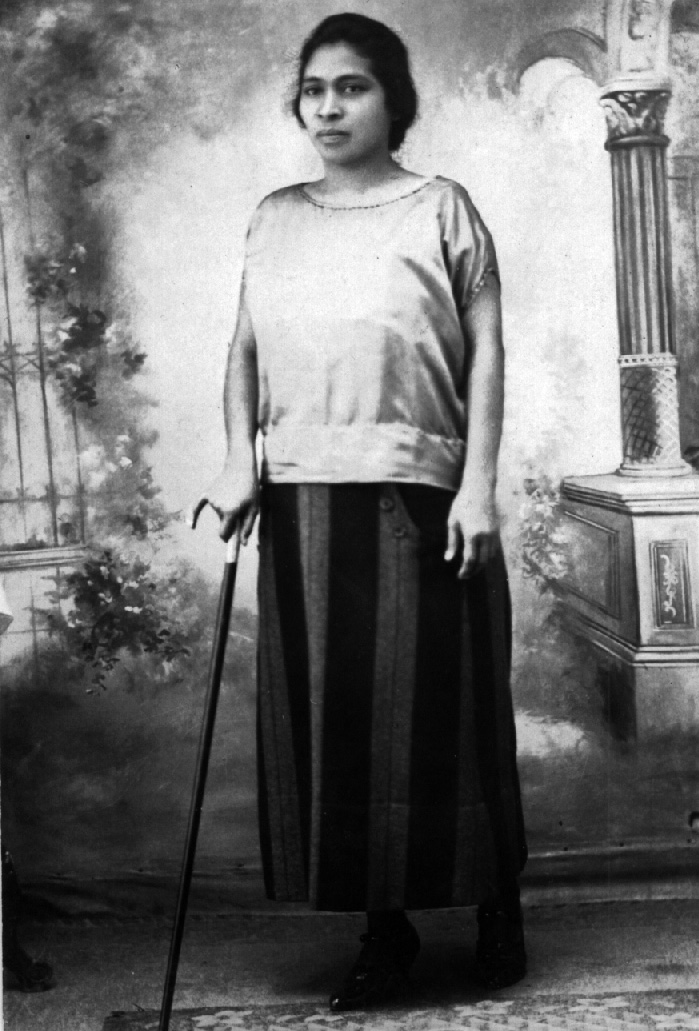
Prudencia Ayala, unbekanntes Aufnahmedatum

Prudencia Ayala (* 28. April 1885 in Sonzacate, Departamento Sonsonate; † 11. Juli 1936 in San Salvador)  war eine salvadorianische Autorin und Politikerin, die für die Anerkennung der Frauenrechte in El Salvador kämpfte. Sie war die erste weibliche Präsidentschaftskandidatin ihres Landes. Sie trug mit Entschlossenheit zu einer beginnenden Anerkennung von Frauen in einer Gesellschaft bei, die zu ihrer Zeit Männer in Bezug auf Rollen, Ehrungen und die Besetzung von Schlüsselfunktionen innerhalb des politischen und wirtschaftlichen Lebens vollständig privilegierte.

## Leben
Ayala stammte aus einer indigenen Familie, ihre Eltern waren Aurelia Ayala und Vicente Chief. Als zehn Jahre alt war, zog die Familie nach Santa Ana, wo sie bei der Lehrerin María Luisa de Cristofine zur Grundschule ging. Aufgrund mangelnder wirtschaftlicher Mittel der Familie konnte sie aber nie eine Schulausbildung abschließen, so dass sie sich autodidaktisch bilden musste. Sie erlernte den Beruf der Näherin und übte ihn parallel zu ihrer späteren Tätigkeit aus.
Sie behauptete, die Fähigkeit zu haben, die Zukunft durch Offenbarungen von „geheimnisvollen Stimmen“ vorauszusagen. Das brachte ihr sowohl Bekanntheit und Ruhm wie auch Kritik und Spott ein. Ihre Vorhersagen wurden in den Zeitungen von Santa Ana veröffentlicht, wo man begann, sie „die Sibylle von Santa Ana“ zu nennen. Im Jahr 1914 sagte sie den Sturz von Kaiser Wilhelm II. und den Kriegseintritt der Vereinigten Staaten voraus.
1913 begann sie, Kommentare im Diario de Occidente zu veröffentlichen, einer Zeitung, die in der westlichen Region El Salvadors zirkulierte, in denen sie ihre Unterstützung für den Antiimperialismus, den Feminismus und Gewerkschaften zum Ausdruck brachte, aber auch ihre Ablehnung der US-Militärintervention in Nicaragua zum Ausdruck brachte. Sie veröffentlichte auch Gedichte in mehreren Zeitungen des Landes.
1919 wurde sie inhaftiert, weil sie in einer ihrer Kolumnen den Bürgermeister von Atiquizaya kritisiert hatte, und später, in Guatemala, wurde sie wegen des Vorwurfs der Beteiligung an der Planung eines Staatsstreichs für mehrere Monate inhaftiert. 1921 veröffentlichte sie das Buch Escible. Aventuras de un viaje a Guatemala, in dem sie ihre Reise nach Guatemala während der letzten Monate der diktatorischen Regierung von Manuel Estrada Cabrera schildert. Sie veröffentlichte weitere Bücher, Inmortal, amores de loca (1925) und Payaso literario (1928). In den späten 1920er Jahren gründete und redigierte sie die Zeitung Redención femenina, in der sie sich für die Verteidigung der Bürgerrechte der Frauen einsetzte.
Im Jahr 1930 versuchte sie, für die Präsidentschaft der Republik zu kandidieren, obwohl die salvadorianische Gesetzgebung das Frauenwahlrecht nicht anerkannte. Ihr Regierungsprogramm beinhaltete die Unterstützung der Gewerkschaften, Ehrlichkeit und Transparenz in der öffentlichen Verwaltung, die Einschränkung des Vertriebs und des Konsums von Schnaps (Aguardiente), die Achtung der Religionsfreiheit und die Anerkennung illegitimer Kinder. Es begann eine öffentliche Debatte über rechtliche und politische Argumente für und gegen ihre Forderung. Einer der Verteidiger ihrer Kandidatur war der Philosoph, Journalist und Kongressabgeordnete Alberto Masferrer, der in der Zeitung Patria schrieb: „Prudencia Ayala verteidigt eine gerechte und edle Sache, nämlich das Recht der Frauen, zu wählen und hohe Ämter zu bekleiden. Ihr Regierungsprogramm steht dem anderer ernstzunehmender Kandidaten an Klarheit, Praktikabilität und Einfachheit nicht nach.“ Schließlich wurde ihr Antrag vom Obersten Gerichtshof abgelehnt, aber die Debatte, die auf ihren Versuch, für das Amt zu kandidieren, folgte, gab der Frauenbewegung Auftrieb, die 1939 das aktive Wahlrecht, aber erst 1961 das passive Wahlrecht erreichte. Die Wahl gewann Arturo Araujo. In El Salvador gab es bis 2020 nur eine weitere weibliche Präsidentschaftskandidatin seitdem.
Prudencia Ayala starb 1936, weit weg von der politischen Arena. Es gibt keine Aufzeichnungen über ihre Teilnahme am Bauernaufstand von 1932, aber es wird angenommen, dass sie mit den Rebellen kollaborierte.

## Nachleben

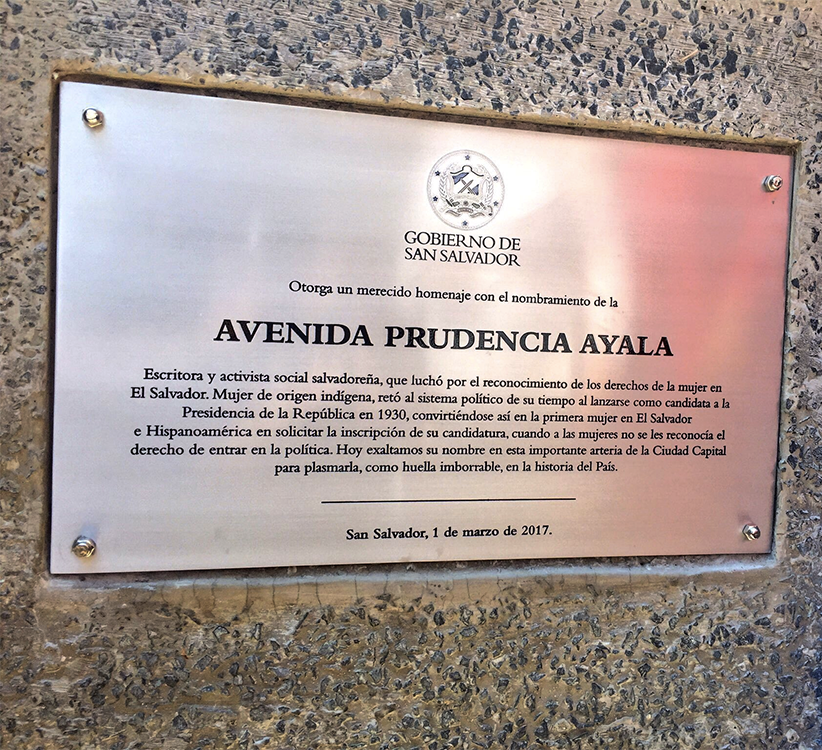
Gedenktafel zu Ehren von Prudencia Ayala in San Salvador

In der Innenstadt von San Salvador, in der Nähe der Metropolitan-Kathedrale, gibt es einen kleinen Platz, der nach Ayala benannt ist. Auf dem Gelände befindet sich eine offizielle Gedenktafel, die auch ihre Präsidentschaftskandidatur würdigt.
Es gibt mehrere Organisationen, die ihren Namen tragen, allen voran der Dachverband Concertación Feminista Prudencia Ayala.
Im März 2009 wurde anlässlich des Frauentages und als Hommage an Prudencia Ayala in San Salvador das Theaterstück Prudencia en tiempos de brujería („Klugheit in Zeiten der Hexerei“) aufgeführt.
2018 erschien ein von Ricardo Barahona und Carlos Henriquez Consalvi produzierter Zeichentrickfilm zu ihrer Geschichte.
Das Museo de la Palabra y la Imagen beschäftigt sich mehrfach auch in Ausstellungen mit ihr. 2021 realisierte es eine Online-Veranstaltungsreihe mit dem Titel Tras los pasos de Prudencia Ayala („Auf den Spuren von Prudencia Ayala“).